# Andrew Howe
Andrew Curtis Howe-Besozzi (Los Angeles, 12 mei 1985) is een Italiaanse atleet, die is gespecialiseerd in het verspringen. Hiernaast doet hij aan hink-stap-springen, sprint en hoogspringen. Hij nam tweemaal deel aan de Olympische Spelen, maar won hierbij geen medailles.

## Biografie

### Jeugd
Zijn moeder Renée Felton, een Amerikaanse hordeloopster, emigreerde in 1990 naar Rieti en trouwde daar met Ugo Besozzi. Renée bracht haar zoon naar atletiek waar zij zelf ook als trainer werkzaam was. Zijn eerste successen behaalde Howe bij het verspringen. In 2001 won hij in het Hongaarse Debrecen op de wereldjeugdkampioenschappen een bronzen medaille op het onderdeel verspringen. Met 7,61 m finishte hij achter de Braziliaan Thiago Dias (goud) en de Qatarees Ibrahim Abdullah Al-Walid. Op de ISF World Gymnasiade 2003 won hij op het onderdeel hink-stap-springen een gouden medaille met een sprong van 16,27.
In 2004 werd hij wereldkampioen bij de junioren op het verspringen en de 200 m.

### Senioren
Howe vertegenwoordigde Italië op de Olympische Spelen van Athene op de 200 m. In de kwartfinale werd hij uitgeschakeld met 21,17 s.
Zijn doorbraak kwam op de wereldindoorkampioenschappen van 2006 in Moskou, waar Andrew Howe een bronzen medaille behaalde op het verspringen met een sprong van 8,16. Later dat jaar won werd hij Europees verspringkampioen op de Europese kampioenschappen in Göteborg met een sprong van 8,20, nadat hij in de kwalificatie reeds 8,30 gesprongen had.
In 2007 won Howe op het onderdeel verspringen met een sprong van 8,30 een gouden medaille op de Europese indoorkampioenschappen. In eerste instantie was Howe niet geïnteresseerd in dit indoorseizoen. Hij versloeg hiermee met 28 cm de Griek Loúis Tsátoumas. Later dat jaar won hij bij de wereldkampioenschappen in Osaka bovendien een zilveren medaille. In zijn laatste poging ging Andrew Howe met 8,47 (Italiaans record) de tot dan toe leidende Panamees Irving Saladino (8,46) voorbij en had hiermee virtueel de wereldtitel in handen. Saladino versloeg hem echter in zijn laatste beurt met een persoonlijk record van 8,57. Het brons ging in deze wedstrijd naar de Amerikaan Dwight Phillips (8,30).
Aan het eind van het baanseizoen 2007 maakte de EAA bekend, dat Anrew Howe bij de mannen was gekozen tot de Europese 'Rising Star', een nieuwe onderscheiding, naast de verkiezing van de Europese atleet en atlete van het jaar. Bij de vrouwen ging dezelfde onderscheiding naar de Britse meerkampster Jessica Ennis.
Op de Olympische Spelen van 2008 in Peking sneuvelde hij met 7,81 in de kwalificatieronde.
Andrew Howe is soldaat en is in deze hoedanigheid ook werkzaam bij de Italiaanse luchtmacht in Vigna di Valle (bij Rome).

## Titels
- Europees kampioen verspringen - 2006
- Europees indoorkampioen verspringen - 2007
- Italiaans kampioen 200 m - 2007
- Italiaans kampioen verspringen - 2007
- Italiaans indoorkampioen verspringen - 2006, 2007
- Wereldkampioen junioren 200 m - 2004
- Wereldkampioen junioren verspringen - 2004

## Persoonlijke records
Outdoor
| Onderdeel              | Prestatie | Datum            | Plaats        |
| ---------------------- | --------- | ---------------- | ------------- |
| 100 m                  | 10,27     | 2 september 2006 | Isili         |
| 200 m                  | 20,28     | 16 juli 2004     | Grosseto      |
| 400 m                  | 45,70     | 8 mei 2011       | Pavia         |
| 110 m horden (91,4 cm) | 13,59     | 1 september 2002 | Castelfidardo |
| hoogspringen           | 2,06 m    | 1 januari 2000   |               |
| verspringen            | 8,47 m    | 30 augustus 2007 | Osaka         |
| hink-stap-springen     | 16,27 m   | 30 mei 2002      | Caen          |

Indoor
| Onderdeel          | Prestatie | Datum            | Plaats     |
| ------------------ | --------- | ---------------- | ---------- |
| 60 m               | 6,78      | 6 februari 2011  | Ancona     |
| 200 m              | 21,10     | 22 februari 2003 | Genève     |
| verspringen        | 8,30 m    | 4 maart 2007     | Birmingham |
| hink-stap-springen | 16,06 m   | 1 februari 2003  | Ancona     |

## Palmares

### Kampioenschappen
| Jaar | Toernooi         | Locatie    | Resultaat | Discipline  |
| ---- | ---------------- | ---------- | --------- | ----------- |
| 2001 | WK voor junioren | Debrecen   | 3e        | Verspringen |
| 2004 | WK voor junioren | Grosseto   | 1e        | Verspringen |
|      | WK voor junioren | Grosseto   | 1e        | 200m        |
| 2006 | WK Indoor        | Moskou     | 3e        | Verspringen |
|      | EK               | Göteborg   | 1e        | Verspringen |
|      | Europacup        | Málaga     | 1e        | Verspringen |
| 2007 | EK Indoor        | Birmingham | 1e        | Verspringen |
|      | WK               | Osaka      | 2e        | Verspringen |
| 2010 | EK               | Barcelona  | 5e        | Verspringen |

### Golden League-podiumplekken
| Jaar | Wedstrijd         | Locatie | Resultaat | Discipline  | Tijd   |
| ---- | ----------------- | ------- | --------- | ----------- | ------ |
| 2006 | Golden Gala       | Rome    | 3e        | Verspringen | 8,41 m |
| 2007 | Golden Gala       | Rome    | 1e        | Verspringen | 8,12 m |
| 2008 | Bislett Games     | Oslo    | 2e        | Verspringen | 8,16 m |
|      | Weltklasse Zürich | Zürich  | 3e        | Verspringen | 8,06 m |

### Diamond League-podiumplekken
| Jaar | Wedstrijd   | Locatie | Resultaat | Discipline | Tijd    |
| ---- | ----------- | ------- | --------- | ---------- | ------- |
| 2011 | Golden Gala | Rome    | 1e        | 200 m      | 20,31 s |

## Onderscheidingen
- Europees talent van het jaar - 2007